# MU Online
MU Online (tiếng Hàn Quốc: 뮤 온라인) là một trò chơi nhập vai trực tuyến nhiều người chơi thể loại platform kỳ ảo, lấy bối cảnh thời Trung Cổ, được sản xuất bởi Webzen, một công ty trò chơi điện tử của Hàn Quốc. Được giới thiệu vào năm 2001, hiện vẫn đang được hỗ trợ và cập nhật vào năm 2024.
Tại Việt Nam, phiên bản Việt hóa của MU Online đã được FPT Online mua bản quyền và ra mắt vào năm 2005. Tuy nhiên, vào ngày 27 tháng 4 năm 2014, FPT Online đóng cửa toàn bộ máy chủ và ngừng phát hành MU Online tại Việt Nam do Webzen thông báo không còn gia hạn hợp đồng với FPT Online.

## Lối chơi
MU Online được tạo ra vào tháng 12 năm 2001 bởi công ty trò chơi điện tử Hàn Quốc WEBZEN Inc. Giống như hầu hết các game MMORPG, người chơi phải tạo ra một nhân vật trong số tám lớp khác nhau và đặt chân lên lục địa MU. Để có được kinh nghiệm và do đó để tăng cấp, người chơi cần phải chiến đấu với quái vật (mob). Trong trò chơi có rất nhiều quái vật, từ những quái vật đơn giản như yêu tinh hay golem, đến những quái vật đáng sợ như Gorgon, Kundun hay Selupan. Mỗi loại quái vật là duy nhất, có điểm sinh sản khác nhau và thả các vật phẩm khác nhau. Bên cạnh các cuộc đấu tay đôi, người chơi có thể chiến đấu PvP (người chơi đấu với người chơi), nhưng không được khuyến khích. Khi một người chơi tấn công người khác, một hệ thống tự vệ được kích hoạt, trong đó người chơi bị tấn công có thể giết kẻ xâm lược trong một thời gian giới hạn. Tự vệ cũng được kích hoạt khi người chơi tấn công sinh vật triệu hồi của Elf. Outlaws có nhược điểm trong khi chơi, tùy thuộc vào cấp độ Outlaw của họ.

## Các lớp nhân vật
Khi bắt đầu trò chơi, người chơi có thể chọn giữa 8 lớp nhân vật khác nhau - Dark Wizard, Dark Knight, Elf, Magic Gladiator, Dark Lord. Người chơi có thể mở khóa Magic Gladiator và Dark Lord khi họ tiến bộ. Ngoài ra, có thể mua thẻ nhân vật để sử dụng thêm 6 lớp nhân vật -Summoner, Rage Fighter, Grow Lancer, Rune Wizard, Gun Crasher, Slayer. Mỗi lớp có quyền hạn và vật phẩm cụ thể của nó. Khi các nhân vật lên cấp và hoàn thành các nhiệm vụ, họ có thể biến mình thành các lớp mạnh hơn. Mỗi lớp thay đổi cấp tiến cấp, được tiếp cận với các phép thuật, kỹ năng, vũ khí và cánh mới cũng như sự thay đổi liên quan đến ngoại hình.

### Phép thuật và kỹ năng
Giống như hầu hết các game MMO, các nhân vật trong MU có thể sử dụng nhiều loại phép thuật và khả năng đặc biệt khác nhau. Mỗi nhân vật có một bộ phép thuật riêng và một số vũ khí có thể bị mê hoặc để cung cấp cho nhân vật một phép thuật cụ thể. Đúc một câu thần chú tốn MP (mana, hoặc điểm ma thuật) và đôi khi là AG hoặc sức chịu đựng.

### Truyền thông
Mu Online có một hệ thống trò chuyện tích hợp cho phép tất cả người chơi có thể nhìn thấy dễ dàng giao tiếp qua văn bản. Người dùng có thể thêm người chơi tùy chỉnh vào Danh sách bạn bè của mình để dễ dàng giữ liên lạc với nhau. Các phương pháp trò chuyện khác cũng có sẵn, chẳng hạn như trò chuyện Guild và trò chuyện bên.

### Chơi hợp tác
Người chơi có thể chọn hợp tác với những người chơi khác trong một "party", trong đó người chơi hợp tác chống lại quái vật của kẻ thù để chia sẻ exp và loot. Các phần đầu của trò chơi đã khuyến khích chơi bên bằng cách thưởng cho người chơi có nhiều điểm kinh nghiệm ở cấp độ cao nhất để giúp người chơi ở cấp thấp hơn.. sức sống rất nản lòng, người chơi có thể đoán khá chính xác cấp độ của những người chơi khác bằng cách nhìn thấy các thanh sức khỏe của họ. Một số bản dựng được tạo ra cho các bên chỉ như yêu tinh, người tập trung vào việc làm đầy chỉ số năng lượng, được bảo vệ bởi một đám đông được triệu tập và buff các thành viên trong nhóm.

## Phần tiếp theo
- MU Legend ra mắt tháng 8 năm 2018 miễn phí trên Steam thông qua Valofe.
- MU Origin được phát hành vào năm 2016.[3]
- MU Origin 2 được cập nhật tháng 5 năm 2022 trên Google Play, các phiên bản do GameNow[4] và Webzen[5] cập nhật.
- MU Origin 3 được cập nhật tháng 6 năm 2022 trên Google Play bởi FingerFun.[6]